# Midgee
Midgee es un género de arañas araneomorfas de la familia Amaurobiidae. Se encuentra en Australia.

## Especies
Según The World Spider Catalog 12.0:
- Midgee alta Davies, 1995
- Midgee bellendenker Davies, 1995
- Midgee binnaburra Davies, 1995
- Midgee littlei Davies, 1995
- Midgee minuta Davies, 1995
- Midgee monteithi Davies, 1995
- Midgee parva Davies, 1995
- Midgee pumila Davies, 1995
- Midgee thompsoni Davies, 1995